# Phyllophaga pauloensis
Phyllophaga pauloensis är en skalbaggsart som beskrevs av Frey 1975. Phyllophaga pauloensis ingår i släktet Phyllophaga och familjen Melolonthidae. Inga underarter finns listade i Catalogue of Life.